# Butterflies and Hurricanes
«Butterflies and Hurricanes» — сингл британской рок-группы Muse с их третьего альбома Absolution.

## О песне
Отличительная черта песни — длинное фортепианное соло в стиле Рахманинова. Была посвящена отцу Доминика Ховарда Биллу Ховарду, который умер вскоре после выступления Muse на фестивале Гластонбери.
Есть несколько версий «Butterflies and Hurricanes». Группа создала новую аранжировку во время тура Absolution, с удлинённым проигрышем для баса, дающим Мэтту возможность перейти от гитары к фортепиано и обратно.
«Butterflies and Hurricanes» была впервые исполнена в Амстердаме 3 сентября 2003 года. Клип представляет собой обработку съёмок концертного исполнения песни во время тура.
Песня звучит в компьютерной игре Need for Speed: Most Wanted и трейлере фильма «Need for Speed: Жажда скорости». Также её можно услышать в компьютерной игре Formula One 05.

## Список композиций

### CD
1. «Butterflies and Hurricanes» — 4:59
2. «Sing for Absolution (Live Acoustic Radio 2)» — 4:28

### 7″
1. «Butterflies and Hurricanes» — 5:01
2. «Butterflies and Hurricanes (Glastonbury 2004)»

### DVD
1. «Butterflies and Hurricanes» — 4:48
2. «Butterflies and Hurricanes» (клип) — 4:48
3. «The Groove in the States video»
4. «Raw video footage»